# Tanakaea radicans
Tanakaea radicans är en stenbräckeväxtart som beskrevs av Adrien René Franchet och Sav.. Tanakaea radicans ingår i släktet Tanakaea och familjen stenbräckeväxter. Inga underarter finns listade i Catalogue of Life.